# ヘンリー・ステュアート (ダーンリー卿)
ダーンリー卿ヘンリー・ステュアート（Henry Stuart, Lord Darnley、1545年12月7日 - 1567年2月10日）は、スコットランド女王メアリーの2人目の夫、王配（King Consort）。初代オールバニ公、ロス伯。スコットランド王ジェームズ6世（イングランド王ジェームズ1世）の父。

## 生涯

### 生い立ち、メアリーとの出会い
ヘンリーは1545年にイングランドのヨークシャーで、第4代レノックス伯マシュー・ステュアートとヘンリー8世の姪マーガレット・ダグラスとの間に生まれた。父レノックス伯は、父系では王家の先祖でもある第4代王室執事長（Lord High Steward）アレグザンダー・ステュアートの末裔でステュアート家の一員であり、また父方の祖母エリザベス・ハミルトンがスコットランド王ジェームズ2世の外孫であるため有力な王位継承権も持っていた。しかし、1544年にイングランド軍を率いてダンバートン城を占領しようとしたため、スコットランドから追放されていた。イングランドへ逃れたレノックス伯はヘンリー8世に快く迎えられ、姪のマーガレットとの結婚を許された。
母マーガレットはヘンリー8世の姉マーガレットとアンガス伯アーチボルド・ダグラスの娘で、女王メアリーの父ジェームズ5世の異父妹であった。マーガレット・ダグラスは野心家の女性で、息子ダーンリー卿と女王を接近させようと、1560年に、メアリーの夫であったフランソワ2世の弔問にダーンリー卿を赴かせた。メアリーがスコットランドに戻ってくると、レノックス伯一家は復権を許され、帰国も認められた。先にスコットランドへ帰国していたレノックス伯は、息子のダーンリー卿を故郷に呼び寄せた。
1565年2月18日、ウェミース城でメアリーとダーンリーは再会した。メアリーは従弟ダーンリーに一目惚れした。メアリーは彼の、自分より長身で均整のとれたすらっとした体つき、ロンドン宮廷仕込みの洗練された優雅な物腰が気に入った。またダーンリーは陽気で、メアリーと同じく狩猟好きでリュートや詩やダンスが得意であり、このような所も2人は共通しており、メアリーの好みに合っていた。さらに、彼はステュアート家の血を引くカトリックであり、しかもヘンリー7世の曾孫で強力なイングランド王位継承権を持っているのも好都合だった。

### 結婚の反対者たち
早速メアリーは、ダーンリーとの結婚を考えるようになる。当時、メアリーの再婚相手について様々な相手が検討されていたが、いずれの結婚もエリザベス1世やカトリーヌ・ド・メディシスの妨害などにより実現していなかった。このダーンリーとの結婚も、内外からの多くの反対にあった。まず、カトリックの国王が誕生する事に、多くのプロテスタント貴族や国民達が反対した。組合貴族達の宗教改革により、スコットランドの国教はプロテスタントになっていたためである。また貴族達の中には、レノックス伯に宿怨を抱いている者が多かった。
だが、メアリーとダーンリーの結婚について先頭に立って反対したのは、マリ伯ジェームズ・ステュアートだった。彼は元々はメアリーの異母兄というだけで、王位に対して何の正当な権利もない、ただの私生児に過ぎなかったが、メアリーがスコットランドに帰国して以来、信頼できる肉親として修道院長から伯爵にまで出世し、絶大な権力をふるっていた。マリ伯は自分の権力が失墜するのを恐れ、イングランドのエリザベス1世に結婚の阻止を頼んだ。マリ伯は、ダーンリー父子が自分を殺そうと狙っているとも主張し、メアリーと激しい口論になった。マリ伯はメアリーとダーンリーを誘拐した上でダーンリーをイングランドへ追放し、メアリーを退位させて自分が政権を握る事を計画していたという説もある。エリザベス1世にとっても、それでなくともイングランド王位継承権を持ち、自分の要求通り王位継承権を放棄しなかったメアリーは忌々しい存在だったが、強力なイングランド王位継承権を持つダーンリーと彼女が結婚することはさらに大きな脅威だった。

### エリザベス1世の妨害
まだ先代のイングランド女王メアリー1世が存命であり、メアリーがフランス王太子妃だった時に、メアリーは2通の結婚契約書にサインしていた。1つは、
フランソワをスコットランド王として即位させる事、そしてアンリ2世の死後は両国を統合する事。したがって、メアリーとフランソワの間に生まれる最初の王子も引き続き両国を統治するが、仮に生まれたのが女子のみならサリカ法典により、その王女はスコットランドを統治するにとどまる。その場合はフランソワの兄弟、またはフランソワの子孫がフランス国王になる。
と書かれていた。そしてもう1通、こちらの方は極秘であったが後に内容が明らかになってしまった契約書があった。そこには
もしもメアリーが子供を産まずに死去した場合、スコットランドの他に、イングランドの王位継承権もフランスに譲渡する。
と書かれてあった。この結婚契約書が明らかになった時から、メアリーとエリザベスとの間に、生涯に渡る深い確執が引き起こされる事になった。エリザベス1世はダーンリーにロンドン帰還を命じ、命令に従わなければ反逆罪と見なすという厳しい態度を見せ、さらにまだイングランドに残っていたダーンリーの母マーガレットをロンドン塔に幽閉した。
エリザベス1世は王位継承権について弱みを持っていた。ヘンリー8世はキャサリン・オブ・アラゴンと離婚し、エリザベスの母アン・ブーリンと結婚したが、しかし依然として前王妃との離婚はローマ教皇に認められておらず、ローマ教皇やカトリックの国々の王から見れば、エリザベスは非嫡出子であり、メアリーこそが正当なイングランド王位継承権の持ち主であった。ヘンリー8世も、遺言状には「エリザベスにイングランド王位を継がせる」と書いていたが、その前に自ら「エリザベスは嫡出子ではない」と宣言していた。

### 結婚、マリ伯の反乱、不和
勝利を確信したレノックス伯とダーンリー卿父子は、厳しい女王エリザベス1世の命令に対して聞く耳を持たなかった。メアリーはローマ教皇に結婚許可を求める手紙を書く前に、ダーンリーをロス伯に叙した。7月22日にはダーンリーが熱望していたオールバニ公の地位も与え、7月28日にはスコットランド王の称号も与えた。周囲の反対を押しきり、2人は1565年7月29日にホリルード宮殿で結婚式を挙げた。8月1日にマリ伯がエリザベス1世の援助を得て反乱を起こし、メアリーとダーンリーも戦場に向かったが、ボスウェル伯ジェームズ・ヘップバーンにより鎮圧された。マリ伯一味はイングランドに亡命した。
しかし間もなくメアリーは、夫のダーンリーが、両親から甘やかされて育った非常なエゴイストで、野心家である事がわかった。彼はメアリーが議会で許可する前から、盛んに共同統治者との地位と完全な実権を与えるよう妻に要求した。またダーンリー卿は美しい女性に目がなく、浮気にも走るようになった。メアリーは、自分の軽率な結婚を後悔するようになっていった。ダーンリー卿は傲慢な態度を露わにするようになり、メアリーや周囲の者の怒りを招いた。11月後半にメアリーが病気になっても、ほんの数分姿を見せただけで、ファイフへ狩猟に行ったまま9日間も帰ってこなかった。メアリーは12月には、ダーンリー卿から国王の称号を取り上げ、2人の顔を彫らせた銀貨も回収してしまった。

### リッチオ殺害事件
一方ダーンリー卿は、メアリーが冷たくなったのは、メアリーが信頼する秘書官デイヴィッド・リッチオと不倫しているからに違いないと、寵臣とはいえメアリーの秘書に過ぎない男と妻との関係を邪推するようになっていった。リッチオはピエモンテ生まれで、初めはサヴォイア大使モレタ伯の供として1561年にスコットランドにやってきた。カトリックである事もあり、メアリーに気に入られたリッチオは、初めは音楽家として仕えていたが、利害しだいでたやすく背くスコットランド貴族より忠実で信頼できると思ったメアリーによって侍従に取り立て、その後に秘書官となっていた。大勢の者がメアリーとダーンリーの結婚に反対したが、ダーンリーの友人だったリッチオだけは祝福した。しかしダーンリーは、そんな友人のリッチオにさえ不信感を抱くようになった。
そんなダーンリーに、リッチオの権勢に反感と危機感を抱いていた貴族達が接近し、リッチオ殺害の企みに署名させた。リッチオを殺害したあかつきには、ダーンリーに国王としての実権を与え、見返りにプロテスタントの信仰を保護し、さらにマリ伯一味の復帰を認めるという条件であり、他にマリ伯、アーガイル伯、グレンケアン、ルースヴェン卿、モートン伯、リンゼー、アラン伯の非嫡出子ジョージ・ダグラスが署名した。
1566年3月9日、ホリルード宮殿で数人の親しい人々とメアリーが談笑していた時、突然暗殺者一味が部屋に押し入り、リッチオをメアリーの目の前でめった刺しにして殺害してしまった。
この時、一味はメアリーをお腹の子供もろとも殺害するつもりだったという説もある。この事件の前の2月13日に、イングランド大使ランドルフは、レスター伯ロバート・ダドリーに宛てて
ダーンリー父子の間では女王の意に反した王位獲得の陰謀が進められています。うまくいけば、国王（ダーンリー）の同意を得て、10日以内にデイヴィッドの喉はかき切られる事になるでしょう。いえ、これよりもひどい災いが他ならぬ女王の身にも及ぶという噂も、私の耳に入っております。
と、この事件を予測するような手紙を書いている。
暗殺者達はメアリーをホリルード宮殿に幽閉し、ダーンリーに完全な王位を与える事を迫ったが、メアリーは断った。その後、彼女はダーンリーに、反乱貴族達は彼にとっても信用できない相手である事を説明し、説得する事に成功した。近衛隊長アースキンの助けによりメアリーは宮殿を脱出し、ボスウェル伯、ハントリー伯、アソール伯、フレミング伯らと合流し、8000人の兵が集結した。不利と見たマリ伯一派は再びイングランドへ逃亡した。

### 王子誕生とさらなる不和、和解、不審な死
1566年6月19日、メアリーは難産だったが無事ジェームズ（後のスコットランド王・イングランド王ジェームズ1世）を出産した。しかし、これでイングランドとスコットランド両国の国王になる夢が完全に絶たれたダーンリーは、息子の誕生を喜ばなかった。それどころか、自分の子か疑わしいとさえメアリーに対して言った。ルースベンにより頭に銃を突きつけられ、動いたら殺すと脅迫された上に、目前で寵臣のリッチオを殺されるという恐怖を味わわされたメアリーは、夫への愛情が完全に冷めてしまった。夫婦の修復は困難になっていた。
1567年、ダーンリーは病気にかかった。梅毒だったという説もある。この頃のメアリーは、夫がまたしても陰謀を企み、今度こそ自分を退位に追い込もうとしている事に気づいていたという説があり、パリでも同様の噂が広がっていたという。またこの時期、ビートン大司教も、メアリーに安全のために一刻も早く国王と和解するべきだという手紙を送っている。
メアリーは形だけでも夫と和解する事にし、1月20日にグラスゴーのレノックス伯の館にいるダーンリーに会いに行った。久しぶりに顔を合わせた夫婦は、周囲が驚くほど親しげな様子を見せた。メアリーはダーンリーに、初めはホリルード宮殿への帰還を提案したが、断られたためクレイグミラー城に共に行く事を勧めた。しかしダーンリーは、エディンバラにある旧司祭館のカーク・オ・フィールドで療養したいと言った。彼の要望通り、メアリー一行はカーク・オ・フィールドへと向かい、一行は2月1日にカーク・オ・フィールドに到着した。メアリーはこの館で何時間も病気の夫に付き添い、久しぶりに夫婦は和やかに話をした。
2月9日の夜にはダーンリーの体調も回復したという事で、翌日にはホリルード宮殿に戻れるため、ダーンリーのために送別の宴が開かれた。大勢が飲んだり歌ったりと、誰もが上機嫌だった。そんな時、メアリーがふと急用を思い出した。この日、メアリーは寵臣のバスチアン・パージュと女官のクリスチアーナ・ホッグの結婚式に出席しており、パージュ達とこの後の結婚祝いの舞踏会にも出席すると約束していたのだった。途端にダーンリーは不機嫌になり、約束が違う、今夜はここに泊まってくれと言い始めた。メアリーはそんな夫をなんとかなだめ、新婚夫婦の舞踏会に向かった。ダーンリーの機嫌は直らず、彼は延々とメアリーの悪口を並べ立てた後、近侍のウィリアム・テイラーとワインを飲み干すと就寝した。しかしその日の夜中、何者かによって館は爆破され、1567年2月10日に彼とテイラーの、損傷のない遺体が発見された。

## ダーンリー卿殺害の首謀者と動機に関する疑問
この暗殺はメアリーとボスウェルが共謀し、ボスウェルが実行犯だったという説がある。しかし、ボスウェルほどの熟練した軍人が、なぜわざわざこのような大がかりで目立つ方法を選んだのかという反論もある。ダーンリーは自分を残して舞踏会に行ったメアリーに対して相当腹を立てていたため、この爆破事件はカトリック国王としての単独統治を狙ったダーンリーが仕組んだものであり、彼はほんの少しの手違いから自分の陰謀により命を落としたのではないかという説もある。

### 不倫説への反論
ダーンリー殺害の動機に関しては、メアリーがボスウェルとの不倫の恋に盲目になっていたため、邪魔な夫を殺害したのだという説が根強いが、この説にはいくつか疑問点が残る。まず、ダーンリーの生前からのメアリーとボスウェルの不倫を主張しているジョージ・ブキャナンは、初めはメアリーに仕えていたが、後にメアリーの敵対者たちに寝返り、彼らの依頼を受けてメアリーに関する数々の誹謗文書を作成し、さらにメアリーの息子ジェームズの教育係を務めることになった人物であり。彼は明らかにメアリーに関して史実と異なると思われる記述もしているため、その記述の信憑性には疑問が残る。
また、ダーンリーやマリ伯にとっては格好の攻撃材料になると思われる2人の不倫だが、メアリーとボスウェルの不倫を彼らが非難したような記録は全く残っていない。またメアリーは、よく自分の宮廷に洗練されたフランスやイタリア人の芸術家たちを好んで招き、彼らとの会話を楽しんでいた。このことやダーンリーを結婚相手に選んだことからもわかる通り、メアリーが好むのは、かつて彼女がいたフランス宮廷の雰囲気を思わせる優雅な男性であり、そういった男性像からボスウェルはかけ離れているように思われる。現に、メアリーがボスウェルに男性として魅力を感じている発言をしたという記録も残っていない。
1567年5月14日に行なわれたメアリーとボスウェルの結婚式の様子を記した記録によると、式はプロテスタント式で行なわれ、メアリーはどこか取り乱した様子であり、ごく内輪の祝宴が始まってもほとんど口を開かなかったという。また、新郎新婦のメアリーとボスウェルは、それぞれ遠く離れた長テーブルの端に座っていた。メアリーの忠実な顧問であったレスリー・ロス司教の記述によると、プロテスタントの結婚の儀式を終えたメアリーは涙を流し、ロス司教を呼ぶと、「神聖なカトリック教会に背くような真似は、もう二度としません」と固く誓ったという。このように当時の彼らの結婚式の記録からは、虜になっていたボスウェルとの結婚がようやくかなって幸せでたまらないというメアリーの様子は見当たらない。
メアリーの敵対者の一人であったカーコーディによると、メアリーはダーンリーが死去した後「女王はボスウェルと離れるくらいなら、フランスやイングランド、それにスコットランドを失ってもかまいません。ボスウェルと引き離されるくらいなら、そまつなペチコート1枚となって、この世界の果てまで行った方がましです」と語ったという。しかし、後にイングランドで虜囚になったメアリーは、「ボスウェルから初めて結婚の申し込みを切り出された時、私は彼の期待を裏切るような発言をしました」と供述している。

### 「秘密の小箱」について
また、メアリーとボスウェルのダーンリー暗殺に関する証拠として有名な「小箱の手紙」についても偽造説が出ている。まず、このメアリーの手紙の中のソネットの出来が、メアリーが作ったものとしては平凡な感じがするというのである。メアリーはフランス宮廷にいた頃、メアリーに対して多くの詩を捧げ、かつての彼女の詩の教師でもあり、当時詩聖と呼ばれたピエール・ド・ロンサールからも賞賛されるほど、詩の才能に恵まれていた。また、このソネットの中のすがりつくような調子が、女王らしからぬ調子で腑に落ちないとも言われる。
この小箱は1567年6月20日、ボスウェルからマリ伯側が押収したとされているが、この中の手紙は英語とラテン語で書かれている。原本はフランス語で書かれたらしいが、肝心のフランス語で書かれた手紙は4通だけである。そもそも小箱の中に何通の文章が入っていたのか、それさえもはっきりとはわかっていない。しかもどの書類にも日付がなく、適当と思われる順番に並べ替える事も可能になる。最も疑問を感じるのが「長い手紙」と呼ばれる書簡で、病気のダーンリーを迎えに行ったメアリーがグラスゴーで書いたと言われている。手紙を読むと、目前に迫ったダーンリーの暗殺について、メアリーが密かに連絡を受け、承知していた事がわかる。しかし大きな疑問点として、メアリーが手紙のなかで、そのような危険極まりない暗殺計画について、とうとうと自分の考えを述べている点が残る。数日後には共犯者のボスウェルと再会するはずであった。それに、メアリーが手紙の中で何度も頼んでいるにもかかわらず、なぜボスウェルは文字通り爆発的な危険を孕んだこの手紙を処分しなかったのかという点も、大きな疑問として残っている。そもそもこの小箱の中の書類の原本の存在さえ疑問視する意見もある。
一方で、小西章子のように、メアリを陥れるために長い手紙や詩を書く必要はなく（一片の手紙で事が足りる）、フランス語で詩を書ける人間がスコットランドには限られていたことから、やはりメアリーが書いたものではないかと主張する歴史家もいる。もっとも、その小西でさえも、全てがメアリーの書いたものではなく、偽造が含まれていただろうと書いている。また、小西はメアリーの息子のジェームズ1世が手紙を破棄していることから、ジェームズは本物であることを知っていたのだとしている。

## 系図
|                                |                                |                                |                                |                                       |                                |              |              |              |              |              |              |              |              |  |  |             |             |             |             |             |             |  |  |               |               |               |               |               |               |  |  |               |               |               |               |               |               |  |  |                  |                  |                  |                  |                  |                  |  |  |  |  |  |  |  |  |  |  |  |  |  |  |  |  |  |  |  |  |  |  |  |  |  |  |  |  |  |  |  |  |  |  |  |  |
|                                |                                |                                |                                |                                       |                                |              |              |              |              |              |              |              |              |  |  |             |             |             |             |             |             |  |  |               |               |               |               |               |               |  |  | ヘンリー7世   |               |               |               |               |               |  |  |                  |                  |                  |                  |                  |                  |  |  |  |  |  |  |  |  |  |  |  |  |  |  |  |  |  |  |  |  |  |  |  |  |  |  |  |  |  |  |  |  |  |  |  |  |
|                                |                                |                                |                                |                                       |                                |              |              |              |              |              |              |              |              |  |  |             |             |             |             |             |             |  |  |               |               |               |               |               |               |  |  |               |               |               |               |               |               |  |  |                  |                  |                  |                  |                  |                  |  |  |  |  |  |  |  |  |  |  |  |  |  |  |  |  |  |  |  |  |  |  |  |  |  |  |  |  |  |  |  |  |  |  |  |  |
|                                |                                |                                |                                |                                       |                                |              |              |              |              |              |              |              |              |  |  |             |             |             |             |             |             |  |  |               |               |               |               |               |               |  |  |               |               |               |               |               |               |  |  |                  |                  |                  |                  |                  |                  |  |  |  |  |  |  |  |  |  |  |  |  |  |  |  |  |  |  |  |  |  |  |  |  |  |  |  |  |  |  |  |  |  |  |  |  |
|                                |                                |                                |                                | マーガレット                          | マーガレット                   | マーガレット | マーガレット | マーガレット | マーガレット |              |              |              |              |  |  |             |             |             |             |             |             |  |  |               |               |               |               |               |               |  |  | ヘンリー8世   | ヘンリー8世   | ヘンリー8世   | ヘンリー8世   | ヘンリー8世   | ヘンリー8世   |  |  | メアリー         | メアリー         | メアリー         | メアリー         | メアリー         | メアリー         |  |  |  |  |  |  |  |  |  |  |  |  |  |  |  |  |  |  |  |  |  |  |  |  |  |  |  |  |  |  |  |  |  |  |  |  |
|                                |                                |                                |                                | マーガレット                          | マーガレット                   | マーガレット | マーガレット | マーガレット | マーガレット |              |              |              |              |  |  |             |             |             |             |             |             |  |  |               |               |               |               |               |               |  |  | ヘンリー8世   | ヘンリー8世   | ヘンリー8世   | ヘンリー8世   | ヘンリー8世   | ヘンリー8世   |  |  | メアリー         | メアリー         | メアリー         | メアリー         | メアリー         | メアリー         |  |  |  |  |  |  |  |  |  |  |  |  |  |  |  |  |  |  |  |  |  |  |  |  |  |  |  |  |  |  |  |  |  |  |  |  |
|                                |                                |                                |                                |                                       |                                |              |              |              |              |              |              |              |              |  |  |             |             |             |             |             |             |  |  |               |               |               |               |               |               |  |  |               |               |               |               |               |               |  |  |                  |                  |                  |                  |                  |                  |  |  |  |  |  |  |  |  |  |  |  |  |  |  |  |  |  |  |  |  |  |  |  |  |  |  |  |  |  |  |  |  |  |  |  |  |
| スコットランド王 ジェームズ5世 | スコットランド王 ジェームズ5世 | スコットランド王 ジェームズ5世 | スコットランド王 ジェームズ5世 | スコットランド王 ジェームズ5世        | スコットランド王 ジェームズ5世 |              |              | マーガレット | マーガレット | マーガレット | マーガレット | マーガレット | マーガレット |  |  | メアリー1世 | メアリー1世 | メアリー1世 | メアリー1世 | メアリー1世 | メアリー1世 |  |  | エリザベス1世 | エリザベス1世 | エリザベス1世 | エリザベス1世 | エリザベス1世 | エリザベス1世 |  |  | エドワード6世 | エドワード6世 | エドワード6世 | エドワード6世 | エドワード6世 | エドワード6世 |  |  | フランセス       | フランセス       | フランセス       | フランセス       | フランセス       | フランセス       |  |  |  |  |  |  |  |  |  |  |  |  |  |  |  |  |  |  |  |  |  |  |  |  |  |  |  |  |  |  |  |  |  |  |  |  |
| スコットランド王 ジェームズ5世 | スコットランド王 ジェームズ5世 | スコットランド王 ジェームズ5世 | スコットランド王 ジェームズ5世 | スコットランド王 ジェームズ5世        | スコットランド王 ジェームズ5世 |              |              | マーガレット | マーガレット | マーガレット | マーガレット | マーガレット | マーガレット |  |  | メアリー1世 | メアリー1世 | メアリー1世 | メアリー1世 | メアリー1世 | メアリー1世 |  |  | エリザベス1世 | エリザベス1世 | エリザベス1世 | エリザベス1世 | エリザベス1世 | エリザベス1世 |  |  | エドワード6世 | エドワード6世 | エドワード6世 | エドワード6世 | エドワード6世 | エドワード6世 |  |  | フランセス       | フランセス       | フランセス       | フランセス       | フランセス       | フランセス       |  |  |  |  |  |  |  |  |  |  |  |  |  |  |  |  |  |  |  |  |  |  |  |  |  |  |  |  |  |  |  |  |  |  |  |  |
| スコットランド女王 メアリー1世 | スコットランド女王 メアリー1世 | スコットランド女王 メアリー1世 | スコットランド女王 メアリー1世 | スコットランド女王 メアリー1世        | スコットランド女王 メアリー1世 |              |              | ヘンリー     | ヘンリー     | ヘンリー     | ヘンリー     | ヘンリー     | ヘンリー     |  |  |             |             |             |             |             |             |  |  |               |               |               |               |               |               |  |  |               |               |               |               |               |               |  |  | ジェーン・グレイ | ジェーン・グレイ | ジェーン・グレイ | ジェーン・グレイ | ジェーン・グレイ | ジェーン・グレイ |  |  |  |  |  |  |  |  |  |  |  |  |  |  |  |  |  |  |  |  |  |  |  |  |  |  |  |  |  |  |  |  |  |  |  |  |
| スコットランド女王 メアリー1世 | スコットランド女王 メアリー1世 | スコットランド女王 メアリー1世 | スコットランド女王 メアリー1世 | スコットランド女王 メアリー1世        | スコットランド女王 メアリー1世 |              |              | ヘンリー     | ヘンリー     | ヘンリー     | ヘンリー     | ヘンリー     | ヘンリー     |  |  |             |             |             |             |             |             |  |  |               |               |               |               |               |               |  |  |               |               |               |               |               |               |  |  | ジェーン・グレイ | ジェーン・グレイ | ジェーン・グレイ | ジェーン・グレイ | ジェーン・グレイ | ジェーン・グレイ |  |  |  |  |  |  |  |  |  |  |  |  |  |  |  |  |  |  |  |  |  |  |  |  |  |  |  |  |  |  |  |  |  |  |  |  |
|                                |                                |                                |                                |                                       |                                |              |              |              |              |              |              |              |              |  |  |             |             |             |             |             |             |  |  |               |               |               |               |               |               |  |  |               |               |               |               |               |               |  |  |                  |                  |                  |                  |                  |                  |  |  |  |  |  |  |  |  |  |  |  |  |  |  |  |  |  |  |  |  |  |  |  |  |  |  |  |  |  |  |  |  |  |  |  |  |
|                                |                                |                                |                                | ジェームズ1世 =スコットランド王 同6世 |                                |              |              |              |              |              |              |              |              |  |  |             |             |             |             |             |             |  |  |               |               |               |               |               |               |  |  |               |               |               |               |               |               |  |  |                  |                  |                  |                  |                  |                  |  |  |  |  |  |  |  |  |  |  |  |  |  |  |  |  |  |  |  |  |  |  |  |  |  |  |  |  |  |  |  |  |  |  |  |  |
|                                |                                |                                |                                |                                       |                                |              |              |              |              |              |              |              |              |  |  |             |             |             |             |             |             |  |  |               |               |               |               |               |               |  |  |               |               |               |               |               |               |  |  |                  |                  |                  |                  |                  |                  |  |  |  |  |  |  |  |  |  |  |  |  |  |  |  |  |  |  |  |  |  |  |  |  |  |  |  |  |  |  |  |  |  |  |  |  |
|                                |                                |                                |                                | （ステュアート朝）                    |                                |              |              |              |              |              |              |              |              |  |  |             |             |             |             |             |             |  |  |               |               |               |               |               |               |  |  |               |               |               |               |               |               |  |  |                  |                  |                  |                  |                  |                  |  |  |  |  |  |  |  |  |  |  |  |  |  |  |  |  |  |  |  |  |  |  |  |  |  |  |  |  |  |  |  |  |  |  |  |  |